# Departamento de Marcos Juárez
Departamento de Marcos Juárez är en kommun i Argentina.   Den ligger i provinsen Córdoba, i den centrala delen av landet, 400 km nordväst om huvudstaden Buenos Aires. Antalet invånare är 99 761. Arean är 9 490 kvadratkilometer.
Terrängen i Departamento de Marcos Juárez är platt.
Trakten runt Departamento de Marcos Juárez består till största delen av jordbruksmark. Runt Departamento de Marcos Juárez är det glesbefolkat, med 10 invånare per kvadratkilometer.